# Балка Кам'яна (притока Арбузинки)
Балка Кам'яна — балка (річка) в Україні у Арбузинському районі Миколаївської області. Ліва притока річки Арбузинки (басейн Південного Бугу).

## Опис
Довжина балки приблизно 7,98 км, найкоротша відстань між витоком і гирлом — 7,62 км, коефіцієнт звивистості річки — 1,05. Формується декількома струмками та загатами. На деяких ділянках балка пересихає.

## Розташування
Бере початок на південно-західній стороні від села Михайлівки. Тече переважно на південний захід і в селищі Арбузинка впадає в річку Арбузинку, праву притоку річки Мертвоводу.

## Цікаві факти
- Біля селища Арбузинка балку перетинає автошлях Т 1510[3] (автомобільний шлях територіального значення в Миколаївській області. Перебуває в аврійному стані, не придатний для руху транспорту. Проходить територією Арбузинського, Братського, Єланецького та Новоодеського району від перетину з Н24 через Арбузинку — Єланець — Нову Одесу. Загальна довжина — 115,6 км.).
- У XX столітті на балці існували молочно-тваринні ферми (МТФ), газгольдер та газові свердловини[2].